# Pachycephala implicata
Pachycephala implicata là một loài chim trong họ Pachycephalidae.